# Val-de-Livenne
Val-de-Livenne – gmina we Francji, w regionie Nowa Akwitania, w departamencie Żyronda. W 2013 roku liczba ludności wynosiła 1769 mieszkańców. 
Gmina została utworzona 1 stycznia 2019 roku z połączenia dwóch ówczesnych gmin: Marcillac oraz Saint-Caprais-de-Blaye. Siedzibą gminy została miejscowość Saint-Caprais-de-Blaye. 